# 1949 Мессіна
1949 Мессіна (1949 Messina) — астероїд головного поясу, відкритий 8 липня 1936 року.
Тіссеранів параметр щодо Юпітера — 3,497.